# Nyéresháza
Nyéresháza vagy Alsóneresznice (ukránul: Нересниця) falu Ukrajnában, Kárpátalján, a Técsői járásban.

## Fekvése
Técsőtől északkeletre, a Tarac folyó mellett, Taracújfalu, Pelesalja és Irhóc közt fekvő település.

## Története
A falu egy része valaha királyi birtok volt. Lakosai görögkatolikus vallású ruszinok.
1910-ben 1586 lakosából 168 magyar, 356 német, 1061 ruszin lakosa volt. Ebből 23 római katolikus, 1135 görögkatolikus, 426 izraelita. A trianoni békeszerződés előtt Máramaros vármegye Taracvizi járásához tartozott.
1991-ben 3200 körüli lakosú falu volt, helyi tanáccsal. Társközsége Pelesalja.

## Nevezetességek
- Görögkatolikus fatemplom és harangtorony - Mihály arkangyal tiszteletére a 18. században épült. A templom hosszúhajós elrendezésű, kettős tetővel, a bejárat előtt oszlopos tornáccal. A templom tornácoszlopainak és a bejárati ajtó és keretének faragott díszítése a magas fokú ruszin építészet szép példája. A bejárati rész felett található a galériás, gúlasisak fedésű torony. Mellette külön áll az egyszerűbb kialakítású háromrészes harangtorony.

1991-ben a templomban helytörténeti múzeum működött.